# みちしお (潜水艦・初代)
みちしお（ローマ字：JS Michishio, SS-564）は、海上自衛隊の潜水艦。あさしお型潜水艦の3番艦。艦名は満潮から由来し、この名を受け継いだ日本の艦艇としては、旧海軍の朝潮型駆逐艦「満潮」に続き2代目にあたる。

## 艦歴
「みちしお」は、第2次防衛力整備計画に基づく昭和40年度計画潜水艦8064号艦として、川崎重工業神戸工場で1966年7月26日に起工され、1967年12月5日に進水、1968年8月29日に就役し、第1潜水隊群第3潜水隊に編入された。
1970年5月15日から8月4日までの間、ハワイ派遣訓練に参加。
1973年10月16日、第3潜水隊が自衛艦隊隷下に新編された第2潜水隊群隷下に編成替え。
1981年8月20日、第1潜水隊群第2潜水隊に編入。
1985年3月27日、除籍。